# Otomys maximus
Otomys maximus é uma espécie de roedor da família Muridae.
Pode ser encontrada nos seguintes países: Angola, Botswana, República Democrática do Congo, Namíbia e Zâmbia.
Os seus habitats naturais são: savanas húmidas, campos de gramíneas de baixa altitude subtropicais ou tropicais sazonalmente húmidos ou inundados e pântanos.